# Polyura pyrrichia
Polyura pyrrichia är en fjärilsart som beskrevs av Jacob Hübner 1816. Polyura pyrrichia ingår i släktet Polyura och familjen praktfjärilar. Inga underarter finns listade i Catalogue of Life.